# Vannella pseudovannellida
Vannella pseudovannellida – gatunek ameby należący do rodziny  Vannellidae z supergrupy Amoebozoa według klasyfikacji Cavaliera-Smitha.
Forma pełzająca jest kształtu łopatkowatego albo owalna. Hialoplazma zajmuje około połowę całkowitej długości pełzaka, tylny koniec ciała neregularnie trójkątny lub płaski. Osobnik dorosły osiąga wielkość 8,5 – 22,5 μm. Posiada pojedyncze jądro o średnicy 2,1 μm z centralnie umieszczonym jąderkiem o średnicy 0,9 μm.
Forma swobodnie pływająca posiada długie, tępo zakończone pseudopodia.
Występuje w morzu.